# Germanwings Flight 9525
Germanwings Flight 9525 (4U9525) var en planlagt flyvning fra Barcelona til Düsseldorf fløjet af Germanwings, et lavprisselskab ejet af Lufthansa. Den 24. marts 2015 forulykkede flyet, en Airbus A320-211 med registreringsnummer D-AIPX, nær byen Prads-Haute-Bléone cirka 30 km (19 mil) nordøst fra Digne-Les-Bains i de Franske alper og omkring 100 kilometer (62 mil) nord for Nice med 144 passagerer og seks besætningsmedlemmer ombord. Alle ombordværende er bekræftet omkommet.
Baseret på information modtaget fra radarovervågning steg flyet efter start til sin planlagte flyvehøjde. Kort tid efter at flyet nåede den planlagte flyvehøjde, påbegyndte det imidlertid en nedstigning med konstant fart. I omkring 1.500 meters højde ramte flyet en bjergside.
Den franske anklagemyndighed konkluderede på grundlag af de foretagne undersøgelser, at flystyrtet var resultatet af en bevidst handling fra andenpilotens side.
Målt på antallet af omkomne er ulykken den tredjeværste flyulykke, der har fundet sted i Frankrig, efter flyulykker den 1. december 1981 på Korsika (180 omkomne) og den 3. marts 1974 (Turkish Airlines Flight 981, 346 omkomne).

## Ulykken
Flight 9525 lettede fra bane 07R i Barcelona–El Prat Lufthavn omkring klokken 10:01 CET med forventet ankomst i Flughafen Düsseldorf International klokken 11:39 CET. Kl. 10:27 nåede flyet sin cruise højde ved 38.000 fod (cirka 10 km) ca. 55 km sydøst for Marseille.
Kl. 10:30 var der radiokontakt med flyet, hvor flyets kurs blev bekræftet af piloten. Der var ikke siden radiokontakt med flyet. Kl. 10.31 begyndte flyet at tabe flyvehøjde. På dette tidspunkt befandt flyet sig over den franske middelhavskyst ved Marseille. I løbet af 8 minutter gik flyet fra 38.000 fod til 11.000 fod (ca. 3.300 m). Radarkontakt blev tabt klokken 10:53; hvor flyet fløj i 6.175 fods højde (ca. 2000 meter) tæt på ulykkesstedet.
Flyet ramte jorden i ca. 1.500 meters højde, da det ramte et bjerg mellem Barcelonnette og Prads-Haute-Bléone, Alpes-de-Haute-Provence og byen Meolans-Revel. Flyet ramte bjerget med høj hastighed.
Politiet og Sécurité Civile sendte helikoptere for at lokalisere vraget, og det kunne kort efter konstateres, at der ikke var overlevende.

## Flyet
Flyet var en Airbus A320-200, nummer 147, med registrering D-AIPX. Flyet fløj første gang den 29. november 1990 og blev leveret til Lufthansa den 5. februar 1991. Flyet blev overført til Germanwings flåde i 2003. Det blev givet tilbage til Lufthansa i 2004 og blev derefter givet tilbage til Germanwings igen den 31. januar 2014.

## Passagerer og besætning
| Nationalitet            | Antal |
| ----------------------- | ----- |
| Tyskland                | 72    |
| Spanien                 | 51    |
| Argentina               | 3     |
| Kasakhstan              | 3     |
| Storbritannien          | 3     |
| USA                     | 3     |
| Australien              | 2     |
| Colombia                | 2     |
| Iran                    | 2     |
| Marokko                 | 2     |
| Mexico                  | 2     |
| Venezuela               | 2     |
| Belgien                 | 1     |
| Chile                   | 1     |
| Danmark                 | 1     |
| Holland                 | 1     |
| Israel                  | 1     |
| Polen                   | 1     |
| Tyrkiet                 | 1     |
| Total                   | 150   |
| Dobbelt statsborgerskab | 4     |

Der var 144 passagerer og seks besætningsmedlemmer ombord i flyet. Passagerne var primært tyskere og spaniere og herudover en række forskellige nationaliteter, herunder en enkelt dansker.
Flyets kaptajn Patrick Sondheimer havde mere end 10 års erfaring og 6000 flyvetimer bag sig, og den 28-årige co-pilot Andreas Lubitz havde 630 flyvetimer bag sig.
Blandt passagererne var 16 studerende og to lærere fra Joseph-König-Gymnasium i Haltern, på vej hjem fra udvekslingsophold ved Giola Insitute i Llinars del Vallés. og Deutsche Oper am Rhein har bekræftet, at bas-baryton Oleg Bryjak var blandt passagerne.
Et spansk operahus oplyser, at andensanger, tyske Maria Radner sammen med hendes mand og baby, var ombord på flyet.

## Reaktioner
Den franske præsident François Hollande udtalte sig sådan om flystyrtet: "Omstændighederne ved ulykken, der endnu ikke er afklaret, har fået os til at konkludere, at der ikke er nogle overlevende."
Han kaldte ulykken en tragedie og bad om medfølelse for de efterladte.
Lufthansas administrerende direktør Carsten Spohr besøgte ulykkesstedet og kaldte ulykken "en sort dag for Lufthansa". 
Den franske luftfartsmyndighed indførte midlertidige flyrestriktioner omkring ulykkesstedet.

## Undersøgelse
Det franske nationale efterforskningsbureau, Bureau d'Enquêtes et d'Analyses pour la Sécurité de l'Aviation Civile (BEA), har påbegyndt en undersøgelse af ulykken. I efterforskningen deltager den tyske havarikommission Bundesstelle für Flugunfalluntersuchung (BFU). Den 24. marts sendte BEA syv inspektører ud til ulykkesstedet, sammen med repræsentanter fra Airbus og CFM International.
Den franske indenrigsminister Bernard Cazeneuve bekræftede, at den ene af flyets to sorte bokse indeholdende optagelser af kommunikationen i cockpittet var blevet fundet af redningsarbejdere. Boksen er beskadiget, men data kunne udlæses fra boksen. Den anden sorte boks blev fundet den 2. april 2015. Boksen indeholder data fra flyets instrumenter og sensorer.
New York Times bragte den 25. marts en historie, hvori avisen citerede en unavngiven militærperson, der hævdes at være knyttet til efterforskningen, for at lydoptagelserne skulle vise, at den ene af flyets to piloter var lukket ude af cockpittet under flyets nedstigning. Den 26. marts meddelte den franske anklagemyndighed på et pressemøde i Marseille, at andenpiloten bevidst havde styret flyet ned i Alperne. Anklagemyndigheden byggede sin konklusion på, at andenpiloten var ved bevidsthed og havde normalt åndedræt indtil styrtet, og idet der ingen anden forklaring er på hændelsesforløbet.
Den tyske avis Bild udtalte sig om, at andenpiloten angiveligt har lidt af større psykiske problemer, og var i medicinsk behandling. 